# طريق النحل (مسلسل)
مسلسل سوري مقتبس من قصة حقيقية. عرض على شاشات التلفزيون في رمضان 2009. والاسم جاء تيمناً بأغنية للمطربة اللبنانبة الشهيرة فيروز. المسلسل من إخراج  أحمد إبراهيم أحمد. قام  بكتابة المسلسل أربعة كتاب ضمن ورشة عمل ترأسها الكاتب عبد المجيد حيدر.العمل هو عبارة عن سلسلة من المآسي والمغامرات عاشتها البطلة.

## القصة
يناقش العمل من خلال الخط الرئيسي مجموعة من الطروحات والقضايا الهامة التي تمس عمق الحياة بجرأة، حيث عمد المخرج إلى تسليط الضوء على تفاصيل يعيشها المجتمع، مشيراً إليها منبهاً منها، ومن تلك الطروحات، مهربون نراهم في بداية العمل عبارة عن أشخاص خارجين عن القانون لنُفاجأ بأنهم باتوا بعد فترة، يمتلكون مؤسسات اقتصادية هامة ويتحكمون في رؤوس أموال.

## بطولة
- سلوم حداد
- عبد الهادي الصباغ
- خالد تاجا
- صباح الجزائري
- نادين
- جهاد سعد
- نسرين طافش
- قمر خلف
- نضال نجم
- أحمد الأحمد
- نبال الجزائري
- تولاي هارون
- ضحى الدبس
- محمد حداقي
- دينا هارون
- قاسم ملحو
- خالد القيش
- رواد عليو